# Jochanan Morgenstern
Jochanan Morgenstern; inny spotykany zapis Morgensztern (ur. 1905 w Zamościu, zm. 1943 w Warszawie) – polski działacz konspiracji żydowskiej w trakcie II wojny światowej, członek Komitetu Centralnego Poalej Syjon-Prawica (PS-P) oraz Komendy Głównej Żydowskiej Organizacji Bojowej (ŻOB).

## Życiorys
Pochodził z drobnomieszczańskiej rodziny z Zamościa. Odebrał tradycyjne wychowanie religijne w chederze, a następnie kształcił się w szkole powszechnej. W latach 20. XX wieku wstąpił do partii Poalej Syjon-Prawica. Działał też w He-Chaluc Pionier i Lidze Pomocy Pracującym w Palestynie. Był delegatem na XXI Kongres Syjonistyczny w Genewie.
Po wybuchu II wojny światowej trafił do obozu pracy. Po uwolnieniu z obozu znalazł się w getcie warszawskim, był kierownikiem Biura Listów Zagranicznych Żydowskiej Samopomocy Społecznej – Komisji Koordynacyjnej. Był współzałożycielem podziemnej organizacji PS i członkiem Komitetu Centralnego tej partii, a także jej reprezentantem w Żydowskiej Komisji Koordynacyjnej oraz w prezydium Żydowskiego Komitetu Narodowego. Po powstaniu Żydowskiej Organizacji Bojowej został reprezentantem partii Poalej Syjon-Prawica w Komendzie Głównej ŻOB w ramach której kierował referatem finansowym. Był też działaczem organizacji oświatowej Szul-Kult.
Podczas powstania w getcie warszawskim ewakuował się 29 kwietnia 1943 roku z terenu walk na obszarze szopu Schultza i Toebbensa i przeszedł wraz z grupą bojowców kanałem do bunkra przy ul. Ogrodowej 29. Tam bojowcy zostali wykryci w dniu 6 maja 1943, a następnie rozstrzelani.